# Congregationalisme
Congregationalisme is een soort kerkbestuur in het protestantisme, waarin elke gemeente onafhankelijk is. Dit soort organisaties vindt men onder andere bij de Anabaptisten, baptisten, de congregationalistische kerken, enkele lutherse kerken, vrijwel alle unitarische kerkgenootschappen en de Pinkstergemeenten.
In het christendom onderscheiden deze kerken zich van de synodale kerken (ook wel presbyterianisme genoemd), die worden bestuurd door democratisch gekozen organen van geestelijken en leken en van het episcopalisme dat het bestuur van bisschoppen en aartsbisschoppen kent. Daarnaast bestaan er nog de vrije gemeenten die bij geen enkel kerkverband aangesloten zijn.

## Geschiedenis
In Engeland en de Verenigde Staten ontstonden in de 17e eeuw kerken die in de leer nauw verbonden waren met de gereformeerden op het Europese vasteland en met de presbyterianen in Schotland, de kerkinrichting was alleen geheel anders. Ter typering daarvan gebruikten buitenstaanders de benamingen “independent” en “independentisme”, die echter door de betrokkenen zelf als onjuist werden afgewezen. Minder sterk was hun bezwaar tegen de aanduiding congregational, dat de nadruk legde op de positie van de plaatselijke gemeente (congregatie) binnen het kerkverband.
In de jaren 1640 typeerden hun woordvoerders het kerkrechtelijk verschil met de Schotse presbyterianen wel als een verschil tussen congregational en klassiek, met het oog op de functie en de bevoegdheden die in het Schotse systeem werden toegekend aan de “presbytery”, die boven de plaatselijke kerkenraad, de 'kirk-session' stond. In de naam van de betrokken kerken is de aanduiding congregational in de loop der tijden gebruikelijk geworden. De congregationalistische kerken zijn beperkt gebleven tot de invloedssfeer van Angelsaksische wereld. Het zwaartepunt kwam hierbij te liggen in de Verenigde Staten, waar ze zich in de 17e eeuw vrijer konden ontwikkelen dan in Engeland.
Vanwege vervolging zijn verschillende puriteinen naar Nederland (bijvoorbeeld Middelburg uitgeweken: Robert Browne; Amsterdam: Francis Johnson; Leiden: John Robinson). In de periode 1610-1640 verbleven in Nederland verscheidene Engelse voorgangers (verbonden aan garnizoenskerken e.d.), die zich niet van de Engelse staatskerk hadden afgescheiden en die na hun vertrek naar Engeland en naar Nieuw-Engeland bij Rotterdam of Utrecht de belangrijkste woordvoerders van het congregationalisme werden.
Daarnaast werd door de congregationalisten dankbaar gewag gemaakt van de invloed die op hun ecclesiologische inzichten was uitgegaan van met name William Ames en Robert Parker (beiden in Nederland overleden). Uiteraard was men van de kerkrechtelijke gedachten en praktijken in Nederland goed op de hoogte. Veel kennis werd ook aan de dag gelegd met betrekking tot opvattingen van Johannes Calvijn, Theodorus Beza en andere figuren uit de tijd na de reformatie.

## Kenmerken
1. Jezus Christus is het hoofd van de Kerk;
2. volledige autonomie voor iedere plaatselijke gemeente (een gemeente of lokale kerk is een vrijwillige samenkomst van gelovigen om de christelijke liturgie te vieren);
3. de kerkelijke macht berust bij de gehele gemeente[4], waarvan de ambtsdragers[5] de vertegenwoordigers zijn;
4. meestal bestaat er geen verschil tussen regerende- en lerende ouderlingen (een pastor, voorganger of presbyter heeft geen macht over de gemeente - de macht berust bij Christus en de gehele gemeente);
5. synoden komen alleen bij gelegenheid bijeen en aan hen komt slechts een adviserend karakter toe;
6. scheiding van kerk en staat (de kerk bemoeit zich niet met staatsaangelegenheden, de staat bemoeit zich niet met kerkelijke aangelegenheden), de staat mag de kerk niet hinderen in haar taak om het evangelie te verkondigen. In het begin van de congregationalistische beweging waren de meeste congregationalisten voorstander van een zekere vorm van godsdienstvrijheid, namelijk voor alle calvinistische kerken; later is men dit breder gaan opvatten.

Aan het hoofd van een samenwerkingsverband van congregationalistische kerken staat meestal een moderator, president, of - in sommige gevallen - een bisschop. Geheel in de congregationalistische traditie heeft zo'n hoofd niet echt een gezaghebbende functie (behalve het voorzitten van een synode of kerkvergadering), maar meer een symbolische taak en als vertegenwoordiger van het kerkelijk verband naar buiten toe.

## Lijst van congregationalistische kerkgenootschappen
- International Congregational Federation (wereldwijd verband, 1975)[6]
- World Evangelical Congregational Fellowship (wereldwijd verband, 1986, orthodox)[7]
- Congregational Federation (Verenigd Koninkrijk, 1972)
- Evangelical Fellowship of Congregational Churches (Verenigd Koninkrijk, 1967)
- United Congregational Church of Southern Africa (Zuid-Afrika, 1967)
- Conservative Congregational Christian Conference (Verenigde Staten van Amerika, 1948)
- Evangelical Association of Reformed and Congregational Christian Churches (Verenigde Staten, 1998)
- National Association of Congregational Christian Churches (Verenigde Staten van Amerika, 1956)
- United Church of Christ (Verenigde Staten van Amerika, 1957)
- Congregational Christian Churches (Verenigde Staten van Amerika, 1931-1957)
- National Council of Congregational Churches (Verenigde Staten van Amerika, opgeheven in 1931)

## Savoy Declaration
Tijdens de Savoy Assemblée die op 12 oktober 1658 in het Londen werd gehouden door vertegenwoordigers van de congregationalistische kerken (toen nog onafhankelijke kerken genoemd) in het Gemenebest van Engeland, werd besloten tot het opstellen van een eigen geloofsbelijdenis. Deze geloofsbelijdenis werd, behoudens enige wijzigingen, aanpassingen en een uitbreiding, een getrouwe kopie van de Westminster Geloofsbelijdenis van de  Presbyteriaanse kerk. De nieuwe geloofsbelijdenis kreeg al gauw de naam "Savoy Declaration". Het grootste verschil met de Westminster Geloofsbelijdenis waren de aanpassingen betreffende het kerkbestuur. Deze puriteinse geloofsbelijdenis was eeuwenlang de officiële geloofsbelijdenis van de congregationalistische kerken in het Verenigd Koninkrijk en de Verenigde Staten van Amerika. Tegenwoordig zijn er nog nauwelijks congregationalistische kerken die de Savoy Declaration aanvaarden (als men overigens al een geloofsbelijdenis aanvaardt).
In de Nieuwe Wereld, waar de congregationalisten veel invloed verkregen, verschenen spoedig ook andere geloofsbelijdenissen, meestal gebaseerd op de Savoy Declaration.